# Bouillon-blanc
Taxons concernés
- genre concerné :
  - Verbascum (Scrophulariaceae)
  - Psiadia (Asteraceae)modifier

Le bouillon-blanc ou bouillon blanc, est un nom vernaculaire que portent plusieurs espèces de plantes à feuilles d'aspect blanchâtre et laineux parmi les molènes (Verbascum) de la famille des Scrophulariaceae. C'est aussi un des noms vernaculaire pour désigner Psiadia boivinii, une espèce de la famille des Asteraceae, à la Réunion.

## Étymologie
Le nom « bouillon » dérive du bas-latin, possiblement d'origine gauloise, bugillonem (accusatif de bugillo), on ignore la plante exacte qu'il désignait, avec attraction de « bouillon » (du latin bullire, « bouillir »), en raison de l'emploi des fleurs en décoction aux vertus pectorales. L'adjectif « blanc » se réfère au duvet des feuilles

## Caractéristiques communes des espèces du genre Verbascum
Pour un article plus général, voir Verbascum.
L'utilisation multiple du nom de « bouillon blanc » est à juste titre considérée comme une erreur par les botanistes et devrait être réservée à Verbascum thapsus. Cette dernière espèce est par ailleurs la seule à être reprise dans la pharmacopée française comme étant le bouillon blanc.
La cucullie du bouillon blanc est un papillon dont la chenille se nourrit exclusivement de feuilles de bouillon-blanc.
Les caractéristiques générales des bouillons-blancs sont celles des molènes, avec des nuances pour chaque espèce : voir les articles détaillés pour plus d'informations sur leur description, leur mode de vie ou leurs propriétés.
Ce sont des espèces communes à l'état spontané qui donnent une grande plante pouvant atteindre 2 mètres de hauteur. Les feuilles sont duveteuses et les fleurs jaunes ont une odeur douce rappelant celle du miel. On en connait une centaine d'espèces d'Asie et d'Europe.

## Noms français et noms scientifiques correspondants
Certaines espèces ont plusieurs noms et, les classifications évoluant encore, certains noms scientifiques ont peut-être un autre synonyme valide.
- Bouillon-blanc - principalement Verbascum thapsus, mais aussi Verbascum phlomoides
- Bouillon blanc commun - Verbascum thapsus[3]
- Bouillon blanc sinué - Verbascum sinuatum[3]
- Bouillons blancs - espèces du genre Verbascum[3]
- Grand bouillon-blanc - Verbascum phlomoides[4]
- Faux bouillon-blanc - Verbascum densiflorum[5]
- Petit bouillon-blanc - voir Bouillon blanc commun[4]

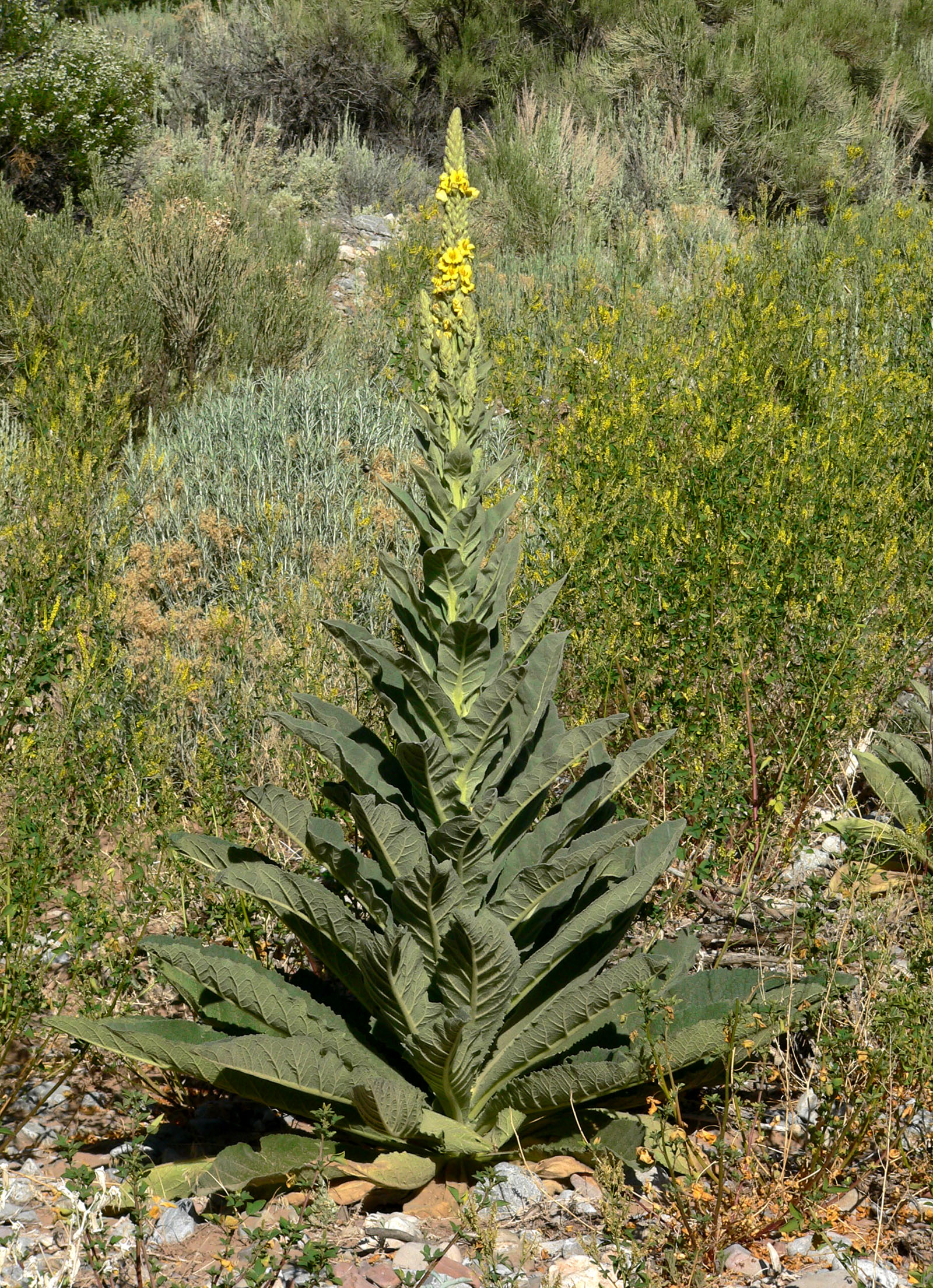
Verbascum thapsus.
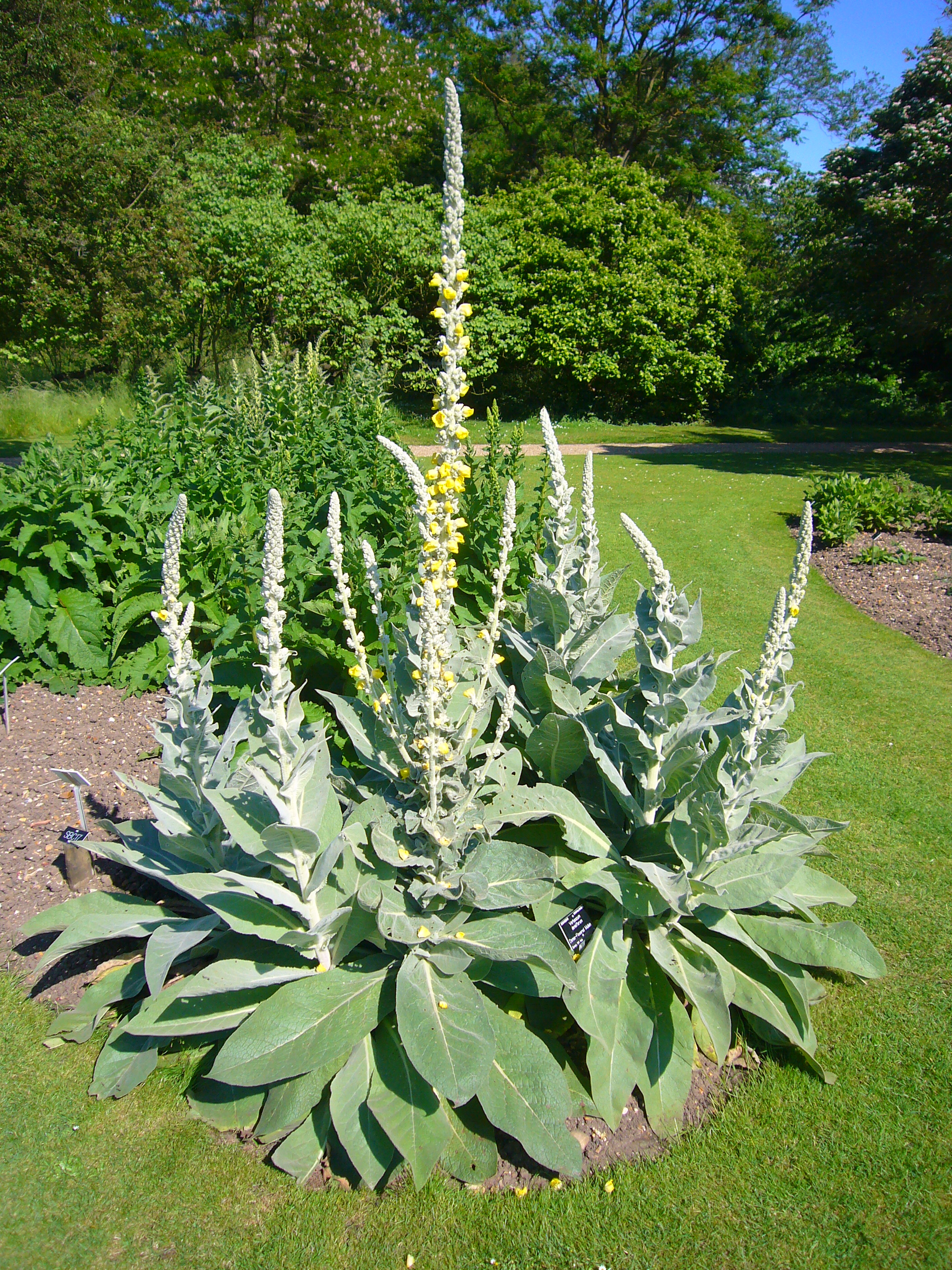
Verbascum densiflorum.
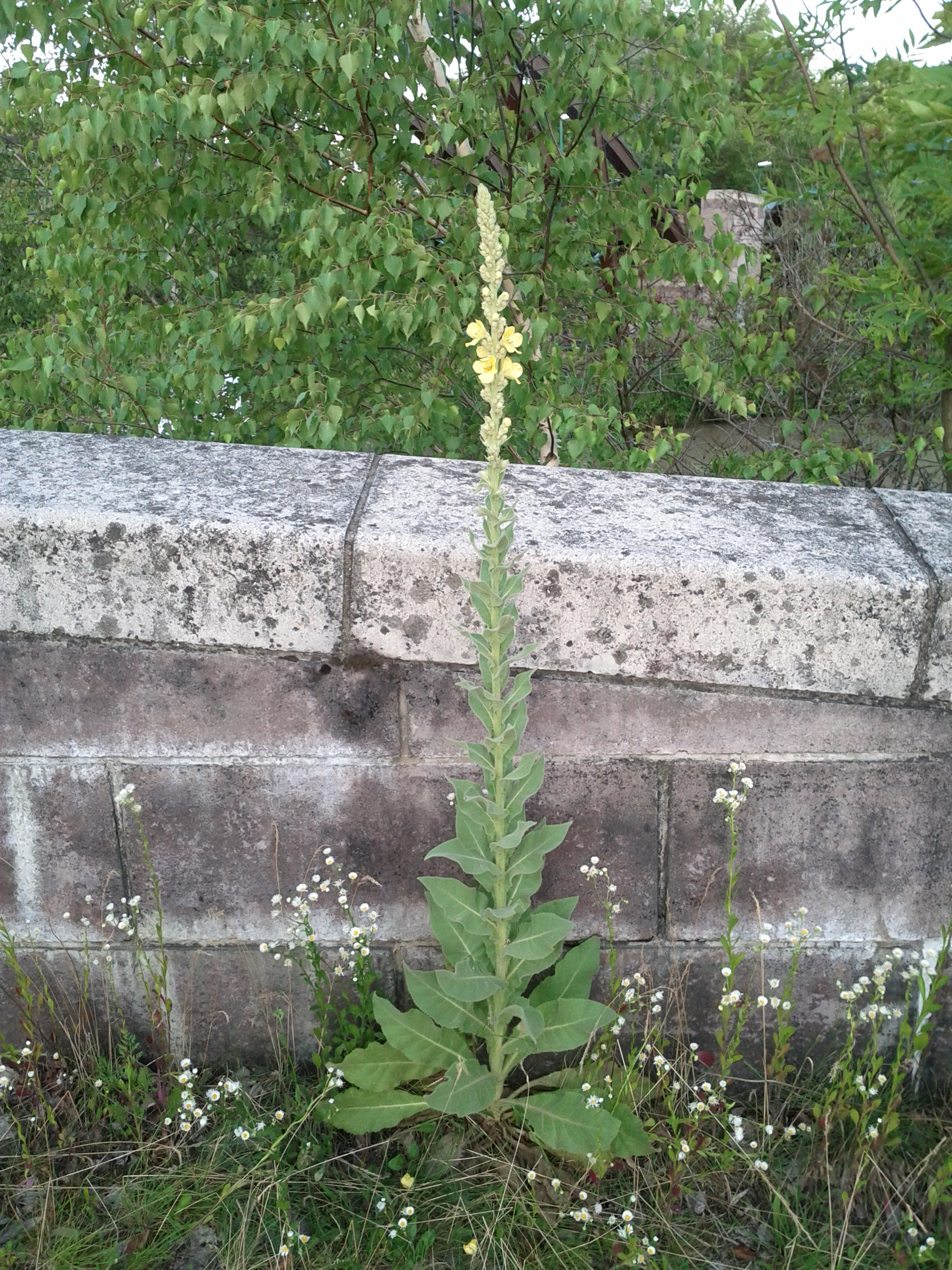
Verbascum phlomoides.

## Utilisation
Pour sa commercialisation, l'appellation « bouillon blanc » doit être réservée au seul Verbascum thapsus. Pour les autres espèces de Verbascum le nom vernaculaire de Molène est recommandé afin d'éviter toute confusion avec la plante utilisée dans la pharmacopée française
Les molènes sont parmi les plus anciennes plante médicinales au monde, employées essentiellement en tisanes pectorales[réf. souhaitée].

## Calendrier
Le 2e jour du mois de thermidor (mois des thermes ou bains) du calendrier républicain / révolutionnaire français est dénommé jour du bouillon-blanc, généralement chaque 20 juillet du calendrier grégorien.